# Sphagnum condensatum
Sphagnum condensatum là một loài rêu trong họ Sphagnaceae. Loài này được Brid. mô tả khoa học đầu tiên năm 1798.